# Parada Wolności
Parada Wolności – festiwal muzyki elektronicznej połączony z paradą uliczną organizowany w Łodzi w latach 1997–2002, reaktywowany w 2022.

## Historia
Zaczątkiem Parady Wolności były imprezy z muzyką techno organizowane w latach 1996–1997 przez założycieli łódzkiego klubu New Alcatraz. Organizatorzy tych wydarzeń założyli wówczas firmę New Alctatraz Mega Party Organisation i wpadli na pomysł, by imprezom towarzyszyła uliczna, bezpłatna parada, wzorowana na berlińskiej Love Parade. Na ul. Piotrkowskiej i w jej okolicach rozstawiano efektownie przystrojone ciężarówki – platformy, z których didżeje grali muzykę elektroniczną. Po kilku godzinach pojazdy wraz z towarzyszącymi im słuchaczami przemieszczały się do łódzkiej Hali Sportowej, gdzie odbywało się biletowane Mega Party. Festiwal ten stał się największą imprezą techno w Polsce. Organizatorzy szacują, że na ulicach Łodzi tańczyło nawet 30–40 tys. osób.
W 2003 roku zapadła decyzja o zakończeniu działalności festiwalu. Głównym oponentem imprezy był prezydent Łodzi, Jerzy Kropiwnicki. Wniosek o organizację imprezy masowej zgłoszony wówczas do Urzędu Miasta został odrzucony przez Zarząd Dróg i Transportu, a następnie zablokowany przez prezydenta. Wywołało to głośną dyskusję w mediach, na skutek której Jerzy Kropiwnicki podjął decyzję o zorganizowaniu referendum na ten temat wśród mieszkańców Łodzi. W sierpniu 2003 r. mieszkańcy miasta opowiedzieli się przeciw zakazowi organizowania imprezy, organizatorzy Parady oświadczyli jednak, że i tak jest już za późno, aby się do niej przygotować.
W 2004 r. potencjalni organizatorzy imprezy po wysondowaniu szans na uzyskanie zgody na jej organizację zdecydowali się z niej zrezygnować. W 2005 r. podjęto próbę zorganizowania na ul. Piotrkowskiej imprezy o nazwie „Boat – City Festiwal” bez tradycyjnego przemarszu, na którą władze miasta wyraziły zgodę.
W 2022 roku udało się wznowić festiwal: impreza odbyła się 30 lipca 2022; została reaktywowana w nowej odsłonie, ponownie stając się festiwalem muzyki, tańca, mody, performansu. Wydarzenie zostało połączone z obchodami 599. urodzin Łodzi. Po wznowieniu odbywa się każdego roku pod koniec sierpnia.

### Parada Wolności (edycje festiwalu)
| Data             | Nazwa kolejnych edycji Parady Wolności |
| ---------------- | -------------------------------------- |
| 19 września 1997 | „DJ MIX Techno Festival”               |
| 4 września 1998  | „MINI DISC Techno Festival”            |
| 17 września 1999 | „Techno Festival 1999”                 |
| 16 września 2000 | „Techno Festival 2000”                 |
| 22 września 2001 | „New Alcatraz Techno Festival 2001”    |
| 28 września 2002 | „New Alcatraz Techno Festival 2002”    |
| 30 lipca 2022    | „Parada Wolności”                      |

### Wykonawcy na Festiwalach w latach 1997–2002 (lista niepełna)
- Wielka Brytania: MC s Magik, Rage, Andy C, Bad Company Veges & Fresh, Emcee Recordings, Music Vision, Dj Slipmatt, Dj Unity, Mc Ruff, Ratt Pack, Dj Sy
- Niemcy: Todd Bodine, And von S (Berlin), David Langhein (Hamburg)
- Holandia: Lexus, Michel
- Belgia: G-Force
- Szwecja: Samuel L. Session
- Włochy: Gaetano Parisio
- Austria: DJ Naz-T, DJ Maxx Hardcore, MC Choice
- Polska:
  - Łódź: Rebus, DJ Tornado, DJ Kasper, DJ Dukee, DJ Pepe, DJ Mono, DJ Spin, Sonic Trip, Vasqes, Infinity, Nobis, Ex-Wookie, Base Club
  - Szczecin: Chris da Break
  - Gdynia: Dooda
  - Gdańsk: Drwal
  - Warszawa: DJ Jaco, Jacek Sienkiewicz
  - Zielona Góra: Maad
  - Kraków: MK Fever
  - Radiostacja: Bogusz jr, Gigi
  - Klub Ekwador Manieczki[12]: DJ Kris, DJ V-Valdi, DJ Hazel, DJ Ceź (ob. Cez Are Kane), DJ Rachella, DJ Tiddey
  - Polish Hardcore Mailorder Truck[13]: DJ Rob GSH (Austria/Polska), Mariano, CJ Warlock, Brainrider (Niemcy/Polska)

### Dyskografia
| Data wydania | Tytuł                          |
| ------------ | ------------------------------ |
| 1999         | „Zakręcona Paczka”             |
| 1999         | „Zakręcona Paczka 2”           |
| 2001         | „Spike — Parada Wolności 2001" |

## „Zakręcona Paczka”
- 1. Freak Bruthas – Heartless (4:29)
- 2. Bartes -Touch – Me (4:20)
- 3. Mechanix (2)- Higher (4:45)
- 4. Bartes – Cerata (3:43)
- 5. Shlafrock – Monica (2:58)
- 6. Bartes – Butterfly (3:23)
- 7. Bartes – Bzzzzzzz... (3:22)
- 8. DNA (24)-Delerium (9:02)
- 9. State Of Sound -I.F.J.4U (5:29)
- 10. Freak Bruthas – Scary (4:32)

## „Zakręcona Paczka 2”
- 1. Mechanix – Parada Woloności '99 (3:42)
- 2. Ender – Kozmik Disco Girl (edit) (3:31)
- 3. Szczypek – Ekolencja (5:16)
- 4. Bartes – EZraj D3R (4:08)
- 5. Bartes – Trelemorele (4:55)
- 6. X-Ceed – Inflorescence (6:48)
- 7. X-Ceed – Manitou’s Revange (5:27)
- 8. Ender – e.s.o.b. (6:38)
- 9. DJ DUKEE – Parada Wolności (New Alcatraz Underground) (4:27)

+ Special Bonus Tracks
- 10. Szczypek – Żbik 2039 (3:50)
- 11. Bartes – Ozzie Bee (5:48)

## „Spike — Parada Wolności 2001"
- 1. Wonter – Hymn Parady Wolności 2001
- 2. DJ Dukee – Hymn Parady Wolności 1999
- 3. Dark J – Hymn Parady Wolności 1998
- 4. Wonter – Hymn Parady Wolności 2001 (Remix)